# 월플라워 (영화)
《월플라워》(영어: The Perks of Being a Wallflower)는 2012년 공개된 미국의 성장 로맨틱 드라마 영화로, 감독인 스티븐 셔보스키가 쓴 동명 소설이 원작이다.
월플라워란 파티장에서 파트너가 없어 춤을 추지 못하는 사람을 말한다.

## 줄거리
소중한 사람들을 잃은 트라우마로 자신만의 세계에 갖혀 살던 찰리는 고등학교 입학 후에도 좀처럼 세상 밖으로 나오지 못한다. 그러던 중 남들의 시선을 신경 쓰지 않고 인생을 즐기며 사는 패트릭과 샘 남매를 만나면서 세상 밖으로 나올 준비를 하게 된다. 그러나 이전과는 다른 경험들을 하며 행복을 누리던 중 과거의 상처가 불현듯 나타나 다시 찰리를 괴롭히고 샘과 패트릭의 겉잡을 수 없는 방황 역시 시간이 흐를수록 세 사람의 우정을 흔들어 놓기 시작하는데…

## 출연
- 로건 러먼 - 찰리 켈메키스 역
- 에마 왓슨 - 서맨사 "샘" 버턴 역
- 에즈라 밀러 - 패트릭 스튜어트 역
- 메이 휘트먼 - 메리 엘리자베스 역
- 폴 러드 - 앤더슨 씨, 찰리의 영어 교사 역
- 니나 도브레브 - 캔디스 켈메키스, 찰리의 누나 역
- 조니 시먼스 - 브래드 헤이스 역
- 에린 윌헬미 - 앨리스 역
- 애덤 헤이건벅 - 밥 역
- 케이트 월시 - 켈메키스 부인 역
- 딜런 맥더멋 - 켈메키스 씨 역
- 멜러니 린스키 - 헬렌, 찰리의 이모 역

- 조앤 큐잭 - 버턴 의사 역
- 제인 홀츠 - 크리스 켈메키스, 찰리의 형 역
- 리스 톰프슨 - 크레이그, 샘의 남자친구 역
- 니컬러스 브론 - 포니테일 데릭, 캔디스의 남자친구 역
- 랜던 피그 - 피터 역
- 톰 서비니 - 캘러핸 씨 역
- 줄리아 가너 - 수전 역

## 수상 및 후보
- 37회 토론토국제영화제, 2012   초청: 스티븐 셔보스키 (스페셜 프레젠테이션)
- 33회 보스턴비평가협회상, 2012   수상: 에즈라 밀러 (남우조연상)
- 11회 워싱턴비평가협회상, 2012   후보: 로건 러먼 (청소년연기상),  스티븐 셔보스키 (각색상)
- 25회 시카고비평가협회상, 2012   후보: 스티븐 셔보스키 (유망연출상), 스티븐 셔보스키 (각색상)
- 84회 미국비평가협회상, 2012   수상: 영화 톱10
- 18회 크리틱스 초이스 시상식, 2012   후보: 스티븐 셔보스키 (각색상), 로건 러먼 (신인배우상)
- 65회 미국작가조합상, 2013   후보: 스티븐 셔보스키 (각색상)
- 28회 인디펜던트 스피릿 어워드, 2013   수상: 스티븐 셔보스키 (신인작품상)
- 10회 서울국제사랑영화제, 2013   초청: 스티븐 셔보스키 (SIAFF 특별전)
- 22회 MTV 영화 & TV 상, 2013   후보: 에마 왓슨 (여우주연상), 에마 왓슨, 로건 러먼 (최고의 키스상), 에즈라 밀러 (주목할만한 배우상), 에마 왓슨, 로건 러먼, 에즈라 밀러 (최고의 뮤지컬 순간상)
- 6회 FILM LIVE: KT&G 상상마당 음악영화제, 2013   초청: 스티븐 셔보스키 (Music Inspiration)
- 13회 광주국제영화제, 2013   초청: 스티븐 셔보스키 (휴머니티 비전)
- 3회 CINE ICON: KT&G 상상마당 배우기획전, 2013   초청: 스티븐 셔보스키 (CINE ICON)